# Született bűnözők
A Született bűnözők (eredeti cím: Life of Crime) 2013-as amerikai bűnügyi filmvígjáték, amelyet Daniel Schechter írt és rendezett Elmore Leonard The Switch (1978) című regénye alapján. A regény szereplőit később a Rum Punch (1992) című regényében is felelevenítette, amelyből Quentin Tarantino Jackie Brown (1997) című filmje is készült. A filmet a 2013-as Torontói Nemzetközi Filmfesztivál záróestjén, az Abu Dhabi Filmfesztivál nyitónapján és a 2014-es Traverse City Filmfesztiválon vetítették, és 2014. augusztus 29-én került a mozikba a Lionsgate és a Roadside Attractions forgalmazásában.

## Rövid történet
Két közönséges bűnöző többet kap, mint amire számítottak, miután elrabolják egy korrupt ingatlanfejlesztő feleségét, aki nem hajlandó kifizetni az 1 millió dolláros váltságdíjat a nő biztonságos hazatéréséért.

## Cselekmény
1978-ban, Detroitban a sztoikus társasági ember, Mickey Dawson egy rosszul megtervezett emberrablási terv célpontjává válik, amelyet két ügyetlen ex-fegyenc, Ordell Robbie és Louis Gara tervez, akik egy gyors meggazdagodási kísérletet akarnak végrehajtani. A dolgok azonban bonyolulttá válnak a duó számára, amikor a lány gazdag férje, Frank nem hajlandó kifizetni a váltságdíjat, mivel épp a válókeresetet nyújtja be, hogy teret engedjen szeretőjének, Melanie Ralstonnak. A két emberrablónak ki kell találnia, hogyan fordíthatná meg gyorsan a kockát, mielőtt az idő lejár.

## Szereplők
- Jennifer Aniston: Margaret "Mickey" Dawson
- Yasiin Bey: Ordell Robbie
- Isla Fisher: Melanie Ralston
- Will Forte: Marshall Taylor
- Mark Boone Junior: Richard
- Tim Robbins: Frank Dawson
- John Hawkes: Louis Gara
- Charlie Tahan: Bo Dawson
- Seana Kofoed: Kay
- Chyna Layne: Loretta
- Clea Lewis: Tyra Taylor
- Kevin Corrigan: Ray
- Leonard Robinson: Dixon rendőrtiszt
- Jenna Nye: Shelly Taylor
- Alex Ladove: Pamela Taylor
- R. Marcus Taylor: Borsalino

## Gyártás
Eredetileg Dennis Quaid játszotta volna Frank Dawson, Mickey férjének szerepét.
A forgatás 26 napig tartott. A film nagy részét a Connecticut állambeli Greenwichben készítették. A hangkeverést Tod A. Maitland végezte.